# John Flansburgh

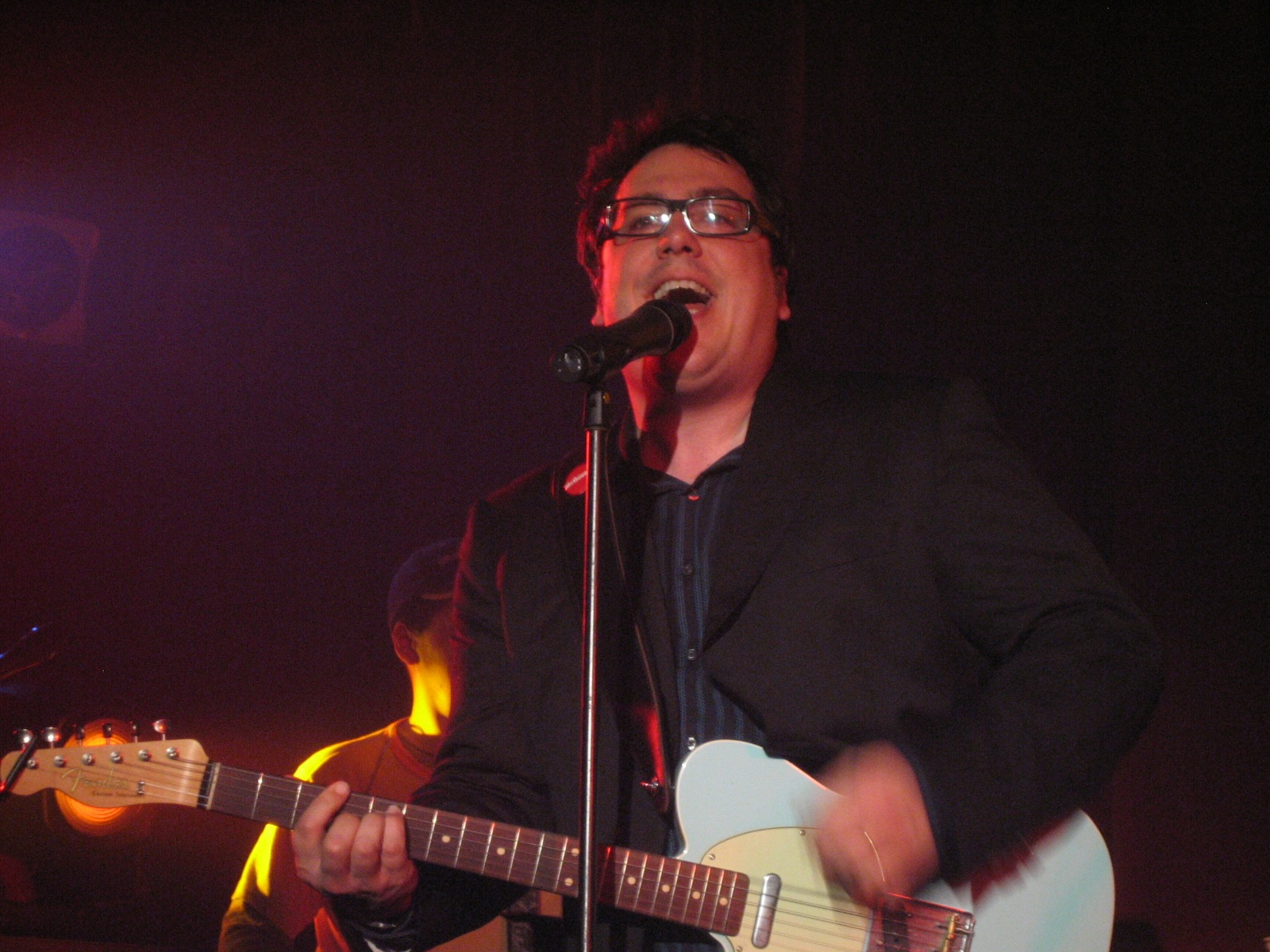
John Flansburgh, 2005

John Conant Flansburgh (* 6. Mai 1960 in Lincoln, Massachusetts) ist ein US-amerikanischer Musiker, auch bekannt als „Flans“ oder „Flansy“ und unter dem Pseudonym Rolf Conant.

## Wirken
Flansburgh bildet mit John Linnell die Band They Might Be Giants. Er wird häufig als der extravertierte John bezeichnet.
Vor der Gründung von They Might Be Giants spielte er Anfang der 1980er Jahre für sehr kurze Zeit bei den Bands The Blackouts und The Turtlenecks.
Während einer unfreiwilligen Pause der Band They Might Be Giants zwischen 1996 und 1998, aufgrund einer Verletzung von John Linnell, agierte Flansburgh in seiner eilig aus dem Boden gestampften Band Mono Puff.
Des Weiteren stellte er zusammen mit seiner Frau Robin Goldwasser und Julia Greenberg das 2002 uraufgeführte Musical People Are Wrong! auf die Beine.